# Alexander Ball
 Alexander John Ball, 1. baronet Blofield (ur. 1757, zm. 25 października 1809) – brytyjski admirał i Cywilny Komisarz Malty. Urodził się w Ebworth Park, Sheepscombe, Gloucestershire w Wielkiej Brytanii. Był czwartym synem Roberta Balla i Mary Dickinson.

## Początki kariery
Ball wstąpił do Royal Navy 7 sierpnia 1778 roku, otrzymał stopień lieutenant (pol. kapitan marynarki). Trzy lata później rozpoczął bliższą współpracę z sir George’em Rodneyem. 14 kwietnia 1782 roku, dwa dni po koronnym zwycięstwie swego dowódcy, Ball awansował na stopień commander (pol. komandor porucznik), a 20 marca 1783 roku został captain (pol. komandor). Po przywróceniu pokoju, gaża Balla została zmniejszona do połowy. Spędził więc rok we Francji, żyjąc oszczędnie i ucząc się języka. W roku 1790 Ball otrzymał dowództwo i od tego czasu był ciągle na służbie. W maju 1798 roku dowodził HMS „Alexander” na Morzu Śródziemnym. Raz, gdy HMS „Vanguard” Horatio Nelsona stracił fokmaszt i stengi, Ball holował „Vanguarda” na Sardynię. Bell brał udział, pod dowództwem Nelsona, w bitwie pod Abukirem, i jego okręt, „Alexander”, jako drugi otworzył ogień do francuskiego admiralskiego okrętu flagowego „L’Orient”, który zatonął w czasie bitwy.

## Alexander Ball i Malta
Alexander Ball odegrał ważną rolę, jako dyplomata i żołnierz, we wprowadzeniu brytyjskich rządów na Malcie. Powszechnie kochany przez Maltańczyków, Ball odwiedził wyspę po raz pierwszy 12 października 1798 roku. Kiedykolwiek Ball pokazał się publicznie, przechodnie na ulicy zatrzymywali się z odkrytą głową, dopóki nie przeszedł; gdy wchodził na plac targowy, wrzawa cichła, by wybuchnąć okrzykami powitania i radości. Jego zadaniem było utrzymanie i kontynuowanie blokady i oblężenia sił francuskich na Malcie, wspomaganego przez część portugalskich sił morskich.
Maltańscy przywódcy blokady zostali natomiast obdarzeni szacunkiem i współczuciem Balla. Co więcej, mogli sobie zdawać sprawę, że po ostatecznej kapitulacji Francuzów, ich wyspa musiałaby znaleźć innego władcę, ponieważ w XIX wieku żaden Maltańczyk nie brał pod uwagę niepodległości. Obawa przed powrotem coraz bardziej uciążliwych joannitów, mogła pośrednio popchnąć Maltę w kierunku idei zostania brytyjskim protektoratem. W liście wysłanym do Balla przez Vincenzo Borga, jednego z maltańskich przywódców, napisał on, że „zdecydowana większość z nas chce zobaczyć wyspę wchodzącą pod brytyjską jurysdykcję”.
O losie Malty miały zadecydować wydarzenia, mające miejsce w Europie w tym czasie. Żołnierzom Napoleona udało się wedrzeć do Neapolu, zmuszając króla Ferdynanda IV z rodziną do opuszczenia miasta. Dla Maltańczyków znaczyło to, że jedynie Wielka Brytania może zagwarantować Malcie bezpieczeństwo. W tym miejscu pojawiły się rozdźwięki pomiędzy zwolennikami Neapolu, a tymi preferującymi Royal Navy. Komandor Alexander Ball z sukcesem uspokoił sytuację, i to doprowadziło go w końcu do wyboru na przewodniczącego National Assembly (Zgromadzenia Narodowego) w dniu 9 lutego 1799 roku. Spełniając prośbę Balla, Zgromadzenie zmieniło nazwę na National Congress (Kongres Narodowy), aby podkreślić potrzebę kompromisu. Jednakże coraz bardziej niepewny los króla Ferdynanda IV, zmusił Balla do przyznania większych kompetencji siłom brytyjskim, stacjonującym wokół Malty. W praktyce, był to moment, kiedy Union Jack po raz pierwszy załopotała obok flagi neapolitańskiej.
W styczniu 1799 roku Nelson pisał do Balla:

„…Z szacunkiem dla całej sytuacji na Malcie pod królem Neapolu – to jest tak: on jest prawowitym władcą wyspy: w związku z tym jestem zdania, że jego flaga powinna powiewać. Jednocześnie, garnizon Neapolu zdradziłby go dla pierwszego człowieka, który by go przekupił. Jestem pewien, że król nie miałby trudności w przekazaniu swojego prawa jako suwerena dla Anglii; i ostatnio dostałem pismo od sir Williama Hamiltona, że Malta nie powinna być przekazana jakiemukolwiek mocarstwu bez zgody Anglii… PS. W przypadku poddania się Malty, błagam, byś nie robił niczego, co mogłoby zranić uczucia Ich Wysokości. Zjednocz ich flagę z flagą Anglii, jeśli jest to niemożliwe ze względu na tendencje mieszkańców wyspy, niech łopocze sama”

.
Wojsko francuskie oblężone w Valletcie doświadczało głodu, ponieważ Royal Navy przechwyciła nieopodal wyspy Lampedusa francuskie siły pomocnicze. Ostatecznie, dowódca wojsk francuskich generał de Vaubois poddał się wojskom brytyjskim, reprezentowanym przez komandora George’a Martina i generała Henry’ego Pigota. Ball, jako przedstawiciel mieszkańców Malty, nie został dopuszczony do negocjacji, a Neapolitańczycy zostali z nich wykluczeni ze względów dyplomatycznych. Francuzi mogli odejść z pełnymi honorami wojskowymi, a po kilku dniach Ball i Maltańczycy mogli wejść do oswobodzonej stolicy.
W lutym 1801 roku Ball został mianowany komisarzem marynarki na Gibraltarze i musiał opuścić Maltę. Zarządzanie wyspą przeszło na generała Henry’ego Pigota, którego despotyczna administracja rozgniewała Maltańczyków, fakt odnotowany w liście Balla, napisanym w czerwcu tego samego roku do Nelsona. Ball poinformował, że Maltańczycy mogliby wystąpić przeciwko Pigotowi.
Nelson osobiście odpisał Ballowi 4 czerwca 1801 roku z Bałtyku:

„Mój drogi, nieoceniony przyjacielu…, uwierz mi, moje serce ożywiają bardzo ciepłe uczucia do Ciebie, nie było to z mojej winy, i zmartwiło mnie bardzo, że nie otrzymałeś czerwonej wstążki, ani innych nagród, które utrzymałyby Cię na morzu; ale wierzę, że wojna ma się ku końcowi, musisz zabrać swoją banderę, jeśli chodzi o Ciebie, bo któż ma dowodzić naszą flotą w przyszłej wojnie?… Żal mi biednych Maltańczyków, ponieśli oni niepowetowaną stratę Twoich przyjaznych rad, oraz zdolnego zarządcy ich interesów publicznych; byłeś ich prawdziwym ojcem, i zgadzam się z Tobą, oni mogą nie lubić ojczymów… Uwierz mi, przez cały czas i w każdym miejscu, na zawsze Twój szczery, czuły i wierny przyjaciel”

.
Brytyjczycy byli niepewni swojej polityki w stosunku do Malty, w obliczu rosnącego w siłę Napoleona nie mogli pozwolić sobie na problemy ze swoimi sojusznikami. Wybór w maju 1801 roku Charlesa Camerona na Cywilnego Komisarza, nie usunął tych wątpliwości, nawet jeśli jego obecność upewniła Maltańczyków o protekcji Imperium Brytyjskiego. Kiedy Traktat w Amiens oddał Maltę ponownie pod rządy Zakonu św. Jana, pewność ta została stracona.
Ball został baronetem 24 czerwca 1801 roku. Rząd brytyjski wysłał go z powrotem na Maltę jako Pełnomocnika Ministra Jego Królewskiej Mości d.s. Zakonu św. Jana, aby koordynował odjazd Brytyjczyków, zgodnie z postanowieniami traktatu z Amiens. Sytuacja jednak szybko uległa zmianie, ponieważ prawdopodobieństwo wybuchu wojny między napoleońską Francją a Wielką Brytanią wzrosło. Ball otrzymał teraz instrukcje, aby opóźnić opuszczenie wyspy przez brytyjskich żołnierzy.
Napoleon niepokoił się, stwierdził, że wolałby widzieć Brytyjczyków władających paryskimi przedmieściami, niż Maltą. W maju 1803 roku wojna powróciła, z powodu brytyjskiej odmowy ewakuacji wyspy. Po wojnach napoleońskich, poprzez pokój paryski w roku 1814, ratyfikowanym przez Kongres wiedeński, Malta wraz z wszystkimi jej posiadłościami, przeszła pod kontrolę Brytyjczyków.

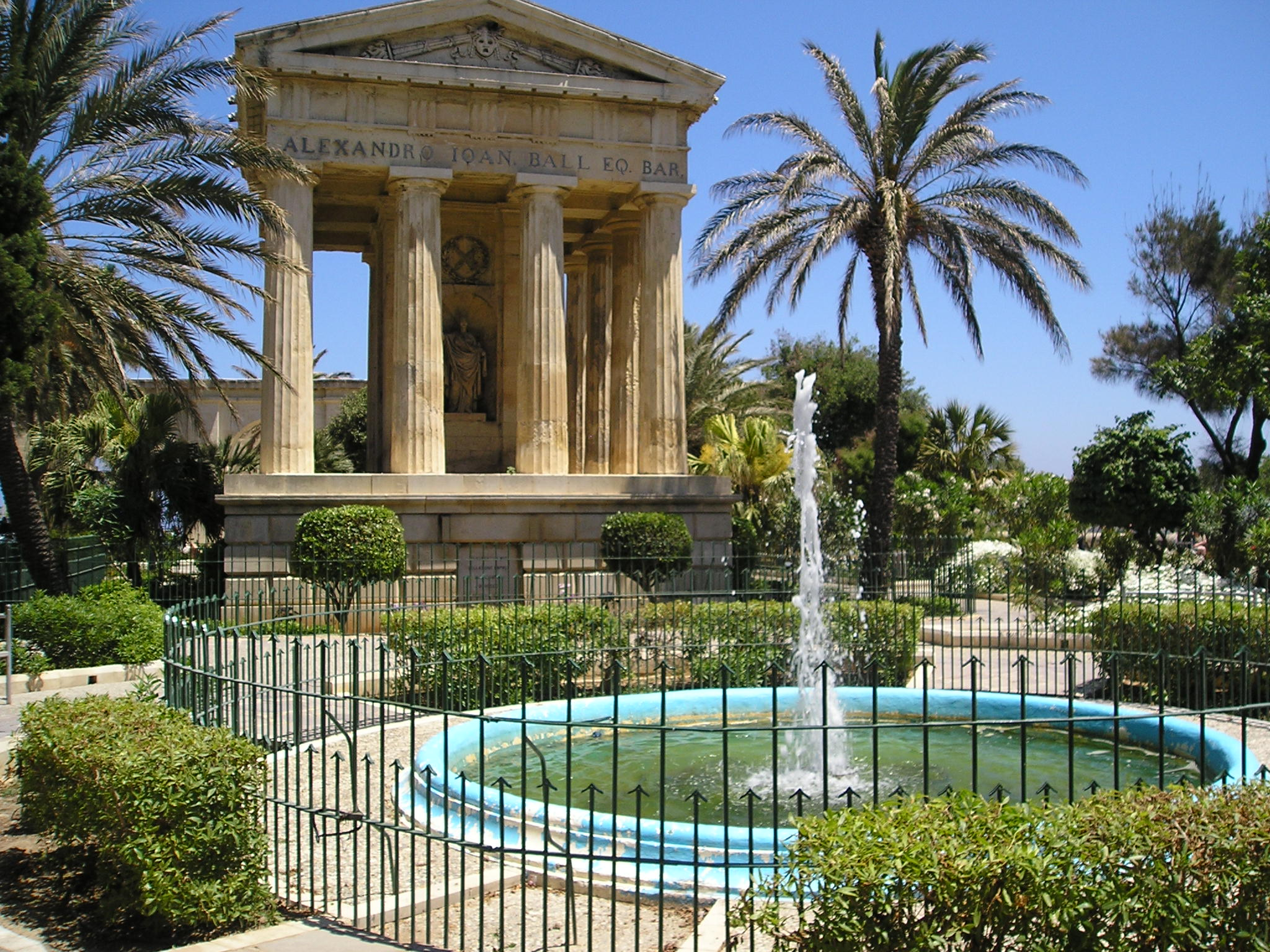
Pomnik ku czci sir Alexandra Balla w Lower Barrakka Gardens

Sir Alexander Ball był prawdopodobnie najbardziej kochanym przez Maltańczyków brytyjskim przywódcą. Samuel Taylor Coleridge został sekretarzem Balla w roku 1804, a później opisał jego zarządzanie w The Friend, określając Balla jako „prawdziwie wielkiego człowieka”. Alexander Ball zmarł 25 października 1809 roku w San Anton Palace w Attard. Pochowany został w Forcie Saint Elmo w Valletcie. W roku 1810 Maltańczycy zbudowali pomnik w Lower Barrakka Gardens poświęcony pamięci Alexandra Balla. Odnowiony w roku 1884, ten neoklasyczny pomnik pozostaje świadectwem miłości i szacunku narodu maltańskiego.